# イジー・バルタ
イジー・バルタ（Jiří Barta, 1948年11月26日 チェコスロバキア、プラハ - ）は、チェコのストップモーション・アニメーション映画監督。批評家の評価は高く、数多くの賞を受賞している。しかし、チェコスロバキア共産党政権の崩壊（1989年）以降、約15年間、作品を発表することが出来ない状況に陥った。（ロシアのアニメーター、ユーリ・ノルシュテインが直面した状況に似ている）。1990年代、バルタは長編映画『ゴーレム』のスポンサーを探し、1996年、何とか出来上がったのは、短編のパイロット・フィルムだった。2006年には、彼にとって初となる短編コンピューター・アニメーションを発表。2007年現在、これまで以上に子供に喜んでもらえる長編人形アニメ映画の新作を準備中である。

## フィルモグラフィ

### 長編映画
- 1986年：笛吹き男 Krysar (The Pied Piper of Hamelin) （第39回カンヌ国際映画祭・ある視点部門）
- 1996年：ゴーレム・パイロット版 The Golem
- 2009年：屋根裏のポムネンカ Na půdě aneb Kdo má dneska narozeniny?

### 短編映画
- 1981年 ディスクジョッキー Diskzokej (Disc Jockey)
- 1982年 手袋の失われた世界 Zaniklý svět rukavic (The Lost World of Mittens)
- 1983年 緑の森のバラード Balada o zeleném dřevu (Ballad of the Green Wood)
- 1987年 最後の盗み Poslední lup (The Last Theft)
- 1989年 見捨てられたクラブ Klub odlozenych (Club of the Abandoned)
- 2006年 Domečku, vař! (The Magic House)